# Henrich Ravas
Henrich Ravas (Senica, 16 agosto 1997) è un calciatore slovacco, portiere del KS Cracovia.

## Statistiche

### Presenze e reti nei club
Statistiche aggiornate al 27 aprile 2024.
| Stagione           | Squadra                | Campionato         | Campionato | Campionato | Coppe nazionali | Coppe nazionali | Coppe nazionali | Coppe continentali | Coppe continentali | Coppe continentali | Altre coppe | Altre coppe | Altre coppe | Totale | Totale |
| Stagione           | Squadra                | Comp               | Pres       | Reti       | Comp            | Pres            | Reti            | Comp               | Pres               | Reti               | Comp        | Pres        | Reti        | Pres   | Reti   |
| ------------------ | ---------------------- | ------------------ | ---------- | ---------- | --------------- | --------------- | --------------- | ------------------ | ------------------ | ------------------ | ----------- | ----------- | ----------- | ------ | ------ |
| 2015-gen. 2016     | Boston Utd             | NLN                | 19         | -25        | -               | -               | -               | -                  | -                  | -                  | -           | -           | -           | 19     | -25    |
| 2017-2018          | Gainsborough Trinity   | NLN                | 37         | -58        | FACup           | 1               | -6              | -                  | -                  | -                  | FAT         | 1           | -4          | 39     | -68    |
| 2020-2021          | Hartlepool Utd         | NL                 | 10         | -14        | FACup           | 2               | -2              | -                  | -                  | -                  | FAT         | 1           | -3          | 13     | -19    |
| 2021-mar. 2022     | Senica                 | SL                 | 24         | -35        | CS              | 0               | 0               | -                  | -                  | -                  | -           | -           | -           | 24     | -35    |
| mar.-mag. 2022     | Widzew Łódź            | 1L                 | 10         | -11        | CP              | -               | -               | -                  | -                  | -                  | -           | -           | -           | 10     | -11    |
| 2022-2023          | Widzew Łódź            | EK                 | 33         | -44        | CP              | 1               | -5              | -                  | -                  | -                  | -           | -           | -           | 34     | -49    |
| 2023-gen. 2024     | Widzew Łódź            | EK                 | 18         | -26        | CP              | 1               | -1              | -                  | -                  | -                  | -           | -           | -           | 19     | -27    |
| Totale Widzew Łódź | Totale Widzew Łódź     | Totale Widzew Łódź | 61         | -81        |                 | 2               | -6              |                    | -                  | -                  |             | -           | -           | 63     | -87    |
| 2024               | New England Revolution | MLS                | 7          | -13        | USOC            | 0               | 0               | CCC                | 4                  | -1                 | -           | -           | -           | 11     | -14    |
| Totale carriera    | Totale carriera        | Totale carriera    | 158        | -226       |                 | 5               | -14             |                    | 4                  | -1                 |             | 2           | -7          | 169    | -248   |